# ایورا (برزیل)
ایورا (به پرتغالی: Ivorá) یک منطقهٔ مسکونی در برزیل است که در ریو گرانده جنوبی واقع شده‌است. ایورا ۱٬۸۸۱ نفر جمعیت دارد.